# Martinskirche (Gruibingen)

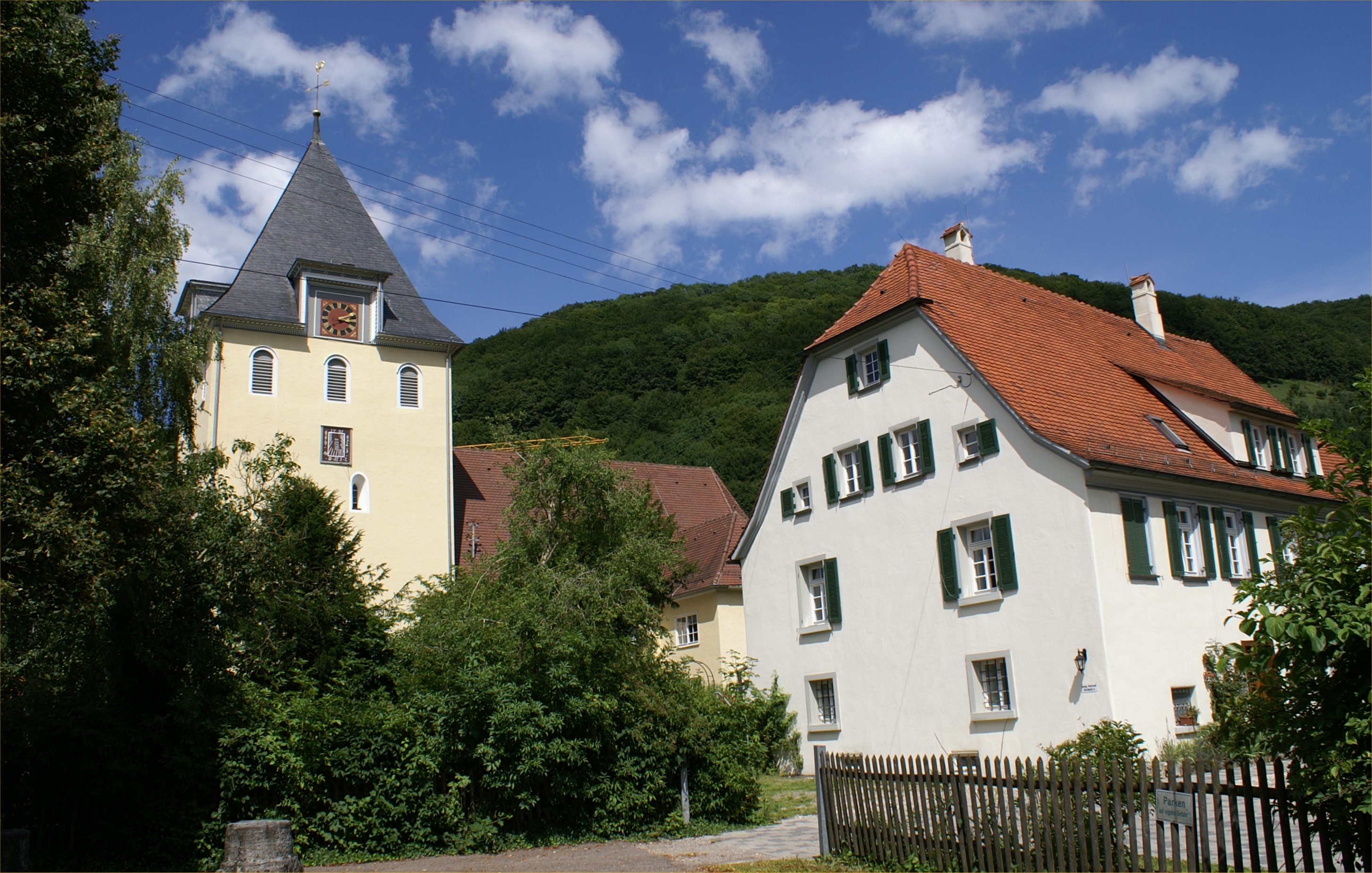
Martinskirche in Gruibingen

Die evangelische Martinskirche steht in Gruibingen, einer Gemeinde im Landkreis Göppingen in Baden-Württemberg. Das Bauwerk ist beim Landesamt für Denkmalpflege Baden-Württemberg als Baudenkmal eingetragen. Die Kirchengemeinde gehört zum Kirchenbezirk Geislingen an der Steige der Evangelischen Landeskirche in Württemberg. Namensgeber der Kirche ist Martin von Tours.

## Beschreibung
Die im Kern romanische Saalkirche besteht aus einem Langhaus, einem gleichbreiten, dreiseitig geschlossenen, um 1350 gebauten Chor im Osten und einem Kirchturm auf quadratischem Grundriss im Westen, der im Kern aus dem 12. Jahrhundert stammt. Sein oberstes Geschoss beherbergt den Glockenstuhl. Er wurde bedeckt mit einem Pyramidendach, in dessen Dachgauben die Zifferblätter der Turmuhr untergebracht sind.
Zu den Wandmalereien im Innenraum des Langhauses zählen die Anbetung der Könige und die Dornenkrönung, zu denen im Chor die Leidenswerkzeuge.